# Носков Микола Іванович
Носко́в Мико́ла Іва́нович (рос. Носков Николай Иванович 12 січня 1956 року народження) — російський співак, що працює у різних музичних жанрах — від року до романсів. Пише музику і слова до пісень. Лауреат російської премії «Ревнители русской словесности»., Заслужений артист Росії (2018).

## Життєпис
Народився в місті Гжатськ Смоленської області, нині місто Гагарін.
Батьки не мали музичної освіти, але батько Іван Олександрович брав участь у художній самодіяльності, а мати Катерина Костянтинівна добре співала, пораючись вдома. У віці п'яти років батьки переїхали до Вологодської області, де батько отримав хорошу роботу і зміг добре заробляти. Син мав добрий голос, займався акордеоном. Микола мав хист і згодом самотужки вивчився грати на декількох музичних інструментах.
В родині, де було п'ятеро дітей, дотримувались добропорядності і майже настанов старообрядців, що сприяло розвитку духовності, потягу до напруженого внутрішнього життя. Бабуся Миколи була дуже релігійною. В родині батьків в роки СРСР зберігали ікони, а Великдень був головним родинним святом. Батьки Миколи не святкували дні народження дітей, бо вірили, що святкувати можна лише день народження християнського бога.
Духовні пошуки приведуть пізніше Миколу до психологічних практик, вегетаріанства, тверезого способу життя та подорожей Індією — в паломницькі місця Гімалаїв.

### Освіта
Намагався отримати музичну освіту в Державному училищі Гнесіних, але не зміг поступити. Згодом брав приватні уроки у Ленінградській консерваторії і викладач «поставив» майбутньому співаку дихання. Микола мав тембр, який визначили як баритональний тенор. Мета навчатися в Ленінградській консерваторії не здійснилася. Офіційної музичної освіти співак так і не отримав. Розпочався шлях музиканта — автодидакта.

### Військова служба
Носкова було призвано на військову службу у радянську армію, він потрапив до військового оркестру моряків. В роки служби, окрім військових маршів, він грав іншу музику, був організатором вокально-інструментального ансамблю. Цей досвід допоміг пізніше знайти роботу в цивільних музичних колективах. Зразками для себе Микола вважав творчість співаків Олександра Градського та Мусліма Магомаєва.

### Рок-музика і пошуки
По демобілізації з армії розпочалася «рокенрольна молодість» Миколи Носкова. Перебрався до Москви, де почав грати у ВІА «Ровесники». Півроку працював у ВІА «Надежда», що виконував комсомольські пісні. У 1980 році співака помітив композитор-експериментатор Тухманов Давид Федорович. Микола перейшов до ВІА «Москва». Колектив мав популярність і встиг випустити грамплатівку з назвою «НЛО». Але розпочалися цензурні утиски з боку радянських ідеологів і колектив примусили припинити концерти.
Саме в цей час було зроблено першу спробу сольних виступів Носкова. Молодий співак виступив у передачі «Музичний кіоск» з піснею на вірші Маяковського. Але після розгромного відгуку в газеті «Советская Культура» припинили і цей проект. Тоді Тухманов і законослухняний Носков і цей проект визнали невдалим, невчасним. Сольна кар'єра співака на деякий час стала неможливою. Переходи у різні музичні колективи були частиною пошуків, спроб себе у різних іпостасях через неможливість стабільного творчого життя, залежного не стільки від мінливого характеру співака, скільки від ворожого оточення.
Неможливість реалізації себе у офіційних радянських установах привела співака у валютний ресторан, що обслуговував іноземців. Він працював за містом, водночас виконуючи російський та закордонний репертуар і вивчаючи англійську. На зароблені гроші купував музичні інструменти.

### США
З початком «Перебудови» відбулися цензурні і політичні послаблення. Низка радянських музикантів отримала право на виїзд і роботу за кордоном. Радянські музиканти перебиралися до Німеччини, Великої Британії, США. Стасом Наміним на цій хвилі був створений музичний колектив «Парк Горького», що виїхав до США. Серед музикантів були —
- Олексій Бєлов
- Олександр Маршал
- Стас Намін та ін.

Солістом був Микола Носков. Аби мати конкурентноспроможний репертуар, Носков виступив як автор віршів і музики і створив низку англомовних пісень. Ризикований музичний проект був фінансово не дуже вдалим. Але одна з пісень Носкова «Bang» (одна з версій перекладу «Вибух») стала популярним хітом, піднялася до третього місця в хіт-праді MTV. Команда радянських музикантів заробила собі ім'я і популярність, але не гроші.
Серед стресів напруженого перебування у США музикант Носков називав власну непорідненість із американськими містами і прихований алкоголізм американських виконавців, який не вважав гідним музикантів. Тоді він вирішив покинути США і повернутися до Москви.

### Капіталізм в Росії і рятівна творчість
Після стабільної країни з налагодженим побутом співак повернувся в країну з невизначеним майбутнім. Панували хаос, інфляція, бандитський капіталізм, бідність для більшості народу. Розгубленість відчував і співак, була спроба змінити фах на такий, що давав би швидкі гроші поза співом. Але допомогли давні зв'язки. І Носков вдруге розпочав сольну кар'єру, тепер вже в клубах. Про її успіх і добре продовження сольної кар'єри свідчать визнання співака на новому етапі і премії. Голова російського товариства пушкіністів передав співаку премію «Ревнители русской словесности» за цикл пісень на вірші поета Бориса Пастернака.

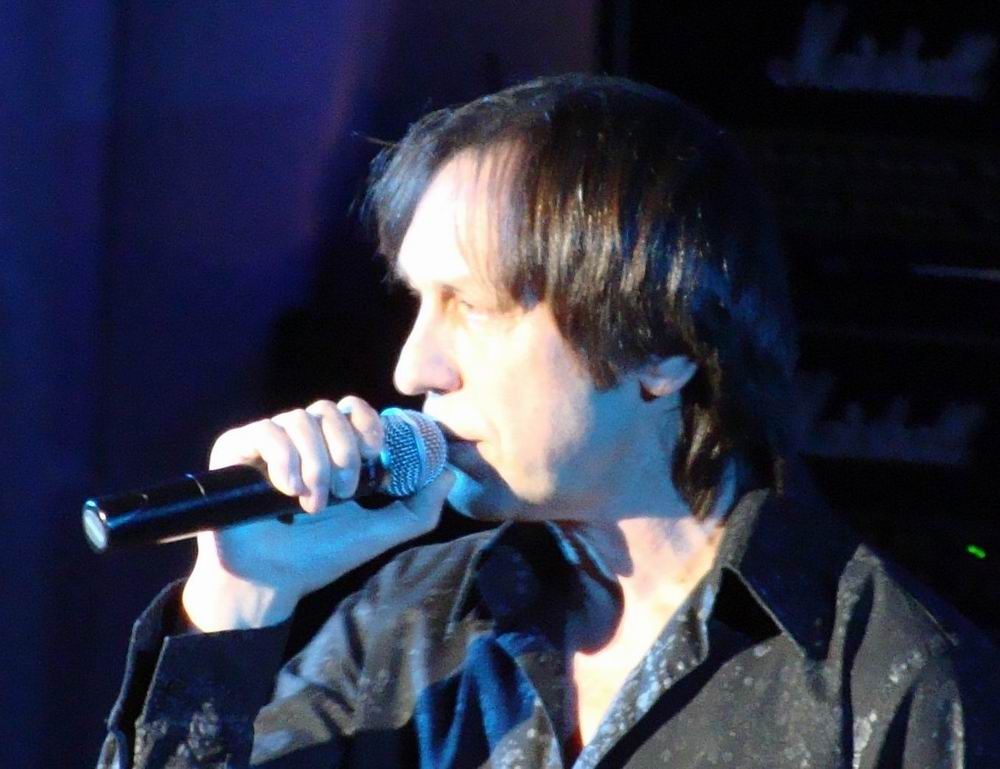
Носков на виступі в Сєвєродвінську, 30 листопада 2009.

У 2017 році Микола був госпіталізований з тромбом в шийному відділі, через хворобу він переніс концерти

## Стилістика
Спокійна стилістика виконання російських романсів XIX століття разюче відрізняється від агресивно-енергійної стилістики рок пісень кінця XX ст. Цей контраст добре помітний в виконанні Носковим пісень на вірші Гумільова і рок пісень у кліпах. В кліпах це незвичні гармонії, мерехтіння кадрів, малоестетичні рухи. Але жорсткі закони розважального бізнесу не визнають старіння, в тому числі рок-виконавців. Вимушений підкорятися цим законам і немолодий Носков, що стрибає у кліпах, робить неестетичні рухи, голосно співає в прагненні узяти неприродні для його голосу ноти, грає на сцені з мікрофоном.
І зовсім інша сутність, інший образ при виконанні Носковим балад. Тому аудиторія тих, хто слухає і співчуває митцю, широка — від школярів до старшого покоління.

## Премії
- Премія «Ревнители русской словесности» від товариства пушкіністів.
- 1996. 1998–2000, 2015 — I, III—V, XX («Золотий грамофон») за пісні з російськими назвами «Я не модный», «Я тебя люблю», «Паранойя», «Это здорово».
- 2009 — Премія ФСБ в номінації «Музыкальное искусство» за исполнение песни «Павшим друзьям». Співак працював з симфонічним оркестром ФСБ Росії.
- 2018 - Заслужений артист Росії

## Родина
- Дружина — Марина.
- Дочка — Катерина, економіст.
- Онука — Мирослава. (народилася 15 листопада 2015)
- Онука — Валерия. (народилася 2017)

## Дискографія (російською)
- Ансамбль «Москва» — 1982 р. — Н. Л. О. (N.L.O.)
- «Парк Горького» — 1989 р. — Gorky Park
- Група «Николай» — 1994 р. — Mother Russia

## Сольне виконавство
- 1998 — «Блажь» (Друга назва — «Я тебя люблю»)
- 1999 — «Паранойя» (Друга назва — «Стёкла и бетон»)
- 2000 — «Дышу тишиной»
- 2001 — «Лучшие песни с симфоническим оркестром» (Друга назва — Live)
- 2002 — СБОРНИК — «Лучшие песни» (Друга назвае — Best)
- 2003 — СБОРНИК — «Океан любви»
- 2006 — «По пояс в небе»
- 2011 — «Оно того стоит»
- 2012 — «Без названия»
- 2016 — «The Best»
- 2019 — «Живой»